# Club Deportivo Pescadores
Le Club Deportivo Pescadores (en arabe : نادي الصيادين الرياضي), est un ancien club marocain de football fondé en 1946 et disparu en 1956 (après l'indépendance du pays), et basé dans la ville d'Al Hoceima.

## Histoire
Le club est basé dans la ville de Villa Sanjurjo (actuellement Al Hoceima) au nord du Maroc à l'époque du protectorat espagnol dans cette région.
Le club apparait en 1946 après que les fondateurs du club Juventud Marítima décident de  changer le nom de ce dernier. Le club disparait en 1956 à la suite de l'indépendance du Maroc.

## Galerie

Ancien logo du club avant 1946
Ancien logo du club avant 1946
Carte du protectorat espagnol au nord du Maroc
Drapeau du Maroc espagnol